# Хьюитт, Джеймс, 2-й виконт Лиффорд
Джеймс Хьюитт, 2-й виконт Лиффорд (англ. James Hewitt, 2st Viscount Lifford; 27 октября 1750 — 15 апреля 1830) — англо-ирландский пэр и священнослужитель Церкви Ирландии.

## Биография
Родился 27 октября 1750 года в Ковентри, графство Уорикшир. Старший сын Джеймса Хьюитта, 1-го виконта Лиффорда (1712—1789), и его первой жены Мэри Рис Уильямс (1728—1765). Его семья происходила из Ковентри: отец Джеймса был отправлен в Ирландию в 1767 году в качестве лорда-канцлера Ирландии. Несмотря на большую критику его назначения, он оказался выдающимся успехом на этой должности, и в течение многих лет после этого ирландская коллегия адвокатов с теплотой вспоминала его как «великого лорда Лиффорда». Он получил образование в Тринити-колледже в Дублине и колледже Крайст-Черч в Оксфорде.
28 апреля 1789 года после смерти своего отца Джеймс Хьюитт унаследовал титулы 2-го виконта Лиффорда в графстве Донегол (Пэрство Ирландии) и 2-го барона Лиффорда из Лиффорда в графстве Донегол (Пэрство Ирландии), став членом Палаты лордов Ирландии.
Декан Армы с 1796 по 1830 год.

## Браки, дети и наследование
Джеймс Хьюитт был дважды женат. 25 июля 1776 года в Ньюберри, графство Килдэр, он женился первым браком на Генриетте Джудит Померой (18 июня 1754 — 22 апреля 1778), дочери Артура Помероя, 1-го виконта Харбертона, и Мэри Колли. Первый брак был бездетным.
23 декабря 1781 года он женился вторым браком на Алисии Оливер (16 марта 1762 — 15 марта 1845), дочери достопочтенного Джона Оливера и Элизабет Райдер. Дети от второго брака:
- Джеймс Хьюитт, 3-й виконт Лиффорд (29 августа 1783 — 22 апреля 1855), старший сын и преемник отца.
- Преподобный Джон Пратт Хьюитт (26 мая 1796 — 5 января 1880).

Виконт Лиффорд скончался 15 апреля 1830 года в возрасте 79 лет в Ранферли-хаусе, графство Даун, Ирландия. Ему наследовал его старший сын, которого также звали Джеймс.